# Henck Arron
Pour les articles homonymes, voir Arron.
Henck Alphonsus Eugène Arron, né le 25 avril 1936 à Paramaribo et mort le 4 décembre 2000 à Alphen-sur-le-Rhin, est un homme d'État surinamais.

## Biographie
En 1973, Henck Arron remporte l'élection générale au Suriname pour acquérir l'autonomie gouvernementale. Il est chef de l'indépendance de son pays le 25 novembre 1975. En 1977, il est nommé Premier ministre, poste qu'il occupe jusqu'en 1980.
En 1980, il est renversé par un coup d'État appelé « Révolution sergents » dirigé par Desi Bouterse. Le gouvernement est accusé de corruption et enlevé.
Après les élections générales de 1987, Ramsewak Shankar est élu président de la République et Arron au nouveau poste de vice-président le 25 janvier 1988. Arron, renversé à nouveau par Bouterse en 1990, s'est exilé aux Pays-Bas, mais revient au Suriname avant qu'il ne meure en 2000.